# Germà de Roma
|  | Per a altres significats, vegeu «Sant Germà». |

Germà és un dels màrtirs esmentat al martiriologi jeronimià entre els cent trenta que foren executats en un sol dia. Diu que una part eren de Roma i l'altra de Tessalònica, però no aclareix d'on era Germà. La seva festa és el dia 1 de juny.